# خوليو تشوليا
خوليو تشولييا غاثول (2 فبراير 1887 – 7 يناير 1960) كان لاعب كرة قدم إسبانيًا، لعب في مركز المهاجم لصالح نادي ريال مدريد. يُعتبر من الشخصيات البارزة في بدايات نادي ربيال مدريد، حيث ساهم في تأسيسه عام 1903، ولعب في صفوفه بين عامي 1905 و1912. بعد ذلك، شغل منصب السكرتير بين عامي 1912 و1924، كما عمل محررًا لصحيفة مدريد سبورت، النشرة الرسمية للنادي.

## النشأة
وُلد خوليو تشولييا غاثول في 2 فبراير 1887 في مدريد، وكان ابنًا لأتاناسيو تشولييا إي بياررويا، وهو تاجر أُعلن إفلاسه عام 1906 وتُوفي في مدريد عام 1919، تاركًا زوجته إغناسيا غاثول رويلا أرملةً وأمًا لخمسة أبناء، ثلاثة منهم ذكور.
اللقب "تشولييا" هو لقب طوبونيمي مشتق من بلدة تشولييا الواقعة في منطقة الأندلس بمحافظة مرسية في إسبانيا. وعلى الرغم من أنه وُلد في مدريد، إلا أن تشولييا كان يحمل السمات الأندلسية التقليدية؛ إذ كان قصير القامة بشعر داكن وشارب، وبلغ طوله 1.54 مترًا، مما أدى إلى استبعاده من الخدمة العسكرية بعد الفحص الطبي. ومع ذلك، كان يتمتع بقدرات تواصلية متميزة. عُرف بطبيعته الحماسية والعصبية، وميوله إلى النشاط والعمل أكثر من الدراسة؛ وقد ترك دراسته في الجمارك في المركز التجاري للتعليم في مدريد في وقت مبكر، وكان ذلك تحت إدارة أوجينيو ساينث روميو، الذي تزوّج من ابنة شقيقته في عام 1921، ليتفرغ لشغفه الحقيقي: الرياضة.
تلك الابنة كانت ماريا ديل كارمن ساينث ألفاريث ميسا، التي تزوّجها في خريف عام 1921. شاركت والدتها في المراسم كعرّابة العروس، وكان عمّها أوجينيو ساينث روميو إشبينًا لها، في حين غاب والدها عن الحفل. وتنحدر ساينث من أسرة بارزة؛ إذ كان جدها من جهة الأب، تيودورو ساينث رويدا، نائبًا ليبراليًا جمهوريًا في الكورتيس، وجدها من جهة الأم هو فلورنتينو ألفاريث ميسا أرّويو، الذي شغل منصب عمدة أفيليس لسنوات عديدة، وكان سياسيًا ليبراليًا وصحفيًا.
وُلد ابنهما الأول، خوليو، في 23 أبريل 1923، بالتزامن مع افتتاح ملعب كامبو دي سيوداد لينيال. وكان تشولييا في عجلة من أمره في ذلك اليوم لدرجة أنه تمكّن من حضور الحدثين، حيث وُلد ابنه في الساعة 1:15 ظهرًا، بينما بدأ اللقاء الافتتاحي في الساعة 4:00 عصرًا بحضوره. وقد بلغ حبه للنادي حدًّا جعله ينقل شغفه إلى ابنه، الذي بدأ الذهاب إلى ملعب مدريد منذ أن كان في الرابعة من عمره، حيث بدأ، تحت نظر والده، بجمع الكرات التي تخرج من حدود الملعب.

## ريال مدريد

### مهاجم ريال مدريد
بدأ خوليو تشولييا مسيرته الكروية مع نادي سوسييداد خيمناستيكا، ثم انتقل إلى إيبيريا إف سي، وأخيرًا لعب مع نادي مدريد إف سي، حيث شغل مركز المهاجم بين عامي 1905 و1912. يُعتبر من المؤسسين الأوائل للنادي، ويحمل بطاقة العضوية رقم 2 في النادي الذي عرف لاحقًا باسم ريال مدريد.
كان تشولييا أحد ممثلي النادي إلى جانب كارلوس أباريسي، وسواريث سوسا، وبيدرو باراخيس، وسانتياغو بيرنابيو، في اليوم الذي منح فيه الملك ألفونسو الثالث عشر نادي مدريد لقب "ريال". وتظهر صورة لهذا الحدث التاريخي تشولييا مرتديًا معطفًا طويلًا وقبعة عالية.
كان يُلقب في تلك الفترة بـ"الفأر" و"الحاضر دائمًا"، نظرًا لقدراته الفطرية على التواجد في كل مكان داخل الملعب. وكان لاعبًا ماهرًا وسريعًا.

### سكرتير ريال مدريد

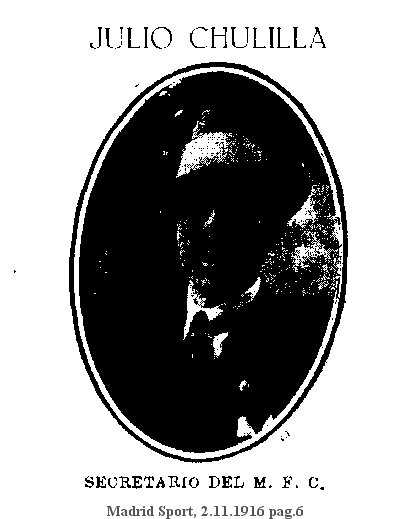
خوليو تشولييا، سكرتير نادي مدريد إف سي، عام 1916.

في عام 1912، اعتزل اللعب، وطالب منه النادي المزيد من المسؤوليات، فتولى منصب السكرتير، وهو المنصب الذي شغله لأكثر من عقد من الزمن، بين عامي 1912 و1924. وكان مكتب السكرتير آنذاك يقع في إحدى غرف منزله الخاص.

### مطبِّع مجلة ريال مدريد الرسمية
نظرًا لأن عمله كسكرتير في نادي ريال مدريد لم يكن كافيًا لإعالة أسرته، أنشأ خوليو تشولييا مطبعة في شارع بيلايو رقم 46 باسم تيبوغرافيا إسبانا، حيث بدأت مجلة مدريد سبورت الرياضية في الصدور. وبحسب رواية ابنه، فقد "كان لديه العديد من الزبائن لأنه كان قصير القامة لكنه كبير القلب، وعرف كيف يجذب الزبائن الذين أصبحوا كثيرين".
مع تزايد حجم العمل، دخل تشولييا في عام 1921 في شراكة مع فيليبي أنخل رودريغيث، وهو أيضًا عضو في ريال مدريد، وانتقلا معًا إلى شارع توريسيا ديل ليال رقم 17 تحت الاسم التجاري تشولييا إي أنخل.
لم تكن مجلة مدريد سبورت تختص بالرياضة فقط، بل كانت تغطي أيضًا الجوانب الاجتماعية لحياة الرياضيين وأعضاء النادي، من أخبار الزواج، والذكرى السنوية، والاجتماعات، وغيرها.
وفي عام 1921، أسس خوليو تشولييا غاثول رسميًا شراكة مع فيليبي أنخل رودريغيث، أحد الأعضاء المؤسسين للنادي – حاملًا رقم العضوية 31 – وافتتحا مطبعة أكبر لتلبية الطلب المتزايد، تحت اسم "تشولييا إي أنخل" في شارع توريسيا ديل ليال رقم 17 في مدريد.
في هذه المطبعة، إلى جانب طباعة مجلة مدريد سبورت الرسمية لنادي ريال مدريد وجميع المواد الدعائية للنادي، طُبعت الطبعة الأولى من رواية *فرمين غالان (رومانثي دي سييغو)* للكاتب رافائيل ألبيرتي عام 1931، بالإضافة إلى أعمال بلغة الإسبرانتو للمفكر فرانسيسكو أثورين إزكييردو، وكتب فنية مثل الدراسة النقدية-السيرية التي وضعها خيمينيث أراندا عن الفنان برناردينو دي بانتوربا (الاسم المستعار لخوسيه لوبيث خيمينيث) عام 1930، والتي زُينت بـ 55 صورة توضيحية.
مع اندلاع الحرب الأهلية في عام 1936، طُبعت في هذه المطبعة منشورات سياسية موجهة لشباب اليسار الجمهوري.